# Воля Любинская
Воля Любинская (укр. Воля Любинська) — село в Яворовской городской общине Яворовского района Львовской области Украины.
Население по переписи 2001 года составляло 470 человек. Занимает площадь 0,957 км². Почтовый индекс — 81037. Телефонный код — 3259.